# 日本法西斯主義
日本法西斯主義，或稱為天皇制法西斯主義（日语：／ tennōsei fashizumu */?），是日本政治術語，指第二次世界大戰結束前日本天皇制的政治及社會體制是法西斯主義的一種觀點。1946年，丸山真男在著作《超國家主義的邏輯和心理他八篇》中寫道：「超國家主義的邏輯和心理」到1970年代爲止，雖然佔據了一定的地位，但在進行後現代多方面的研究的1980年代以後，反對意見層出不窮。

## 概述
使用「天皇制法西斯主義」或「日本法西斯主義」主要是在第二次世界大戰結束後。日本法西斯聯盟是一個小規模的政黨。新體制運動受到歐洲法西斯運動的影響，發展成了「大政翼贊會」，但提倡的是天皇輔弼，並不是提倡一黨獨裁。五來欣造於1931年輾轉意大利、法國、德國、英國、俄羅斯，1932年發表了題爲《法西斯還是共產主義》的演講，1933年發行了演講錄。在這篇演講中，蘇聯共產主義，即無產階級利己主義的失敗和英國、意大利、德國法西斯（團結）的崛起拉開了序幕，「法西斯是對階級利己主義的鎮壓，可以說是對國民經濟的統一和階級的協調」，「歐洲是無產階級利己主義，即世界大戰以來工人勢力、無產階級勢力過於強大，最終導致資本被蠶食，陷入僵局。與此相反，反動的就是今天的法西斯運動。從這個意義上講，法西斯主義是對階級利己主義主張以國民爲主的政治，即極權主義」，「我們在俄羅斯現實中看到，如果只計算階級利益，就會成爲國家的貧窮，勞動階級本身，最終也會導致衣食缺乏。」
1932年五一五事件後，昭和天皇對推薦犬養毅總理接班人的元老西園寺公望表示：「絕對不能有接近法西斯的人。」

1932年10月，小笠原長生在他的著作《昭和大暗杀史》中作了如下陈述。
各國必須出現符合各國國情的法西斯主義。也就是說，在我國，產生日本化法西斯主義的（中略）被世界所稱頌的法西斯，必須是由日本的武士道形塑的。
 — 『昭和大暗殺史』序文、芳山房、1932年10月
1946年，丸山真男在《超國家主義的邏輯與心理》中將「法西斯主義」定義爲「反革命的最尖銳、最戰鬥的形態」，並指出意大利和德國的法西斯主義是議會制社會下大衆運動的「自下而上的法西斯主義」，而日本的法西斯主義是軍部和官僚的「自上而下的法西斯主義」。這種「日本法西斯主義論」產生了廣泛的影響，特別是在1940年代到1970年代出現了很多類似或相關的見解。
关于「法西斯主义」一词和概念的定义和范围存在很多争论，学术界没有达成共识。

### 日本法西斯运动的发展时期
第一階段是準備期，從第一次世界大戰結束到滿洲事變時期，可以稱爲「民間右翼運動時代」，按年代來說，從大正8年（1919年）、9年（1920年）到昭和6年（1931年）左右。
第二階段是成熟期，從滿洲事變前後到二二六事件，前期運動與軍部勢力勾結，成爲法西斯運動的推動力，逐漸佔據國政中心的階段和過程。另外，3月事件、錦旗事件、血盟團事件、5·15事件、神兵事件、士官學校事件、相澤事件以及2·26事件等法西斯恐怖主義接連爆發的時期。按年代來說，從昭和6年（1931年）左右到昭和11年（1936年）。
第三期是日本法西斯主義的完成時期，是官僚、重臣等半封建勢力和壟斷資本及資產階級政黨之間，軍部作爲上級的擔子，雖然不盡如人意，但建立聯合統治體制的時期。從年代來看，從昭和11年（1936年）的二·二六事件到肅軍時期到昭和20年（1945年）的戰敗。

## 观点
對於是否將第二次世界大戰結束前的日本社會和體制視爲「天皇制法西斯主義」或「日本法西斯主義」，存在肯定論和否定論。

### 肯定
- 三輪泰史在著作《日本法西斯主義和勞動運動》中闡述了以下見解。以1935年左右為劃時代，隨著「警察精神」的興起，警察對勞資關係、市民生活的介入加深。警察不僅鎮壓，還起到了調整社會秩序、統合、動員民眾等功能。也就是說，在意大利和德國，起到了法西斯大眾組織的作用。據說日本「自下而上」的法西斯運動具有對軍部、官僚等現有權力的依賴性特性。[13]
- 教育學者兼八戶工業大學教授松浦勉在著作《日本法西斯主義的戰爭教育體制與融合教育》中闡述了以下見解。 1942年8月，文部省社會教育局發行了《走向國民同和之路》，首次作為政府的教育方針提出了同和教育政策的理念、具體方針。該書通過同和教育，將被歧視部落的兒童、青年「陶冶、錘煉」為「作為皇國民的純真覺悟，忍受苦難，忍受艱苦，致力於臣道實踐的強健身心」。這提出利用前水平社的「下起」運動能量，將部落兒童、青年作為其他兒童、青年以上的「皇國民」進行「陶冶、錘煉」，有將該同和教育的方針作為「天皇製法西斯主義」教育的極限形態之一掌握的學說。[14]
- 須崎慎一在著作《日本法西斯主義和那個時代》中寫道：「不能以形態上的差異，把日本當作不是法西斯主義。因為即使是同種國家體制，根據其國家或民族的歷史傳統、其環境等具有多種多樣的變化是理所當然的事情。」[15]

### 否认
- 美國政治學家凱文·M·道克和格里高利·卡薩曾被指貼上「保守獨裁」的標籤，但他們沒有認為當時的日本是法西斯主義。道克解釋說，政府針對反對明治憲法的反主流派，包括左翼、右翼和法西斯勢力。[16]
- 根據第三國際及神山茂夫的觀點，當時的日本政治體制是「軍事封建帝國主義」，並非法西斯主義。這個術語是列寧區分歐洲列強的帝國主義和帝俄的帝國主義所使用的。日本共產黨的綱領也統一採用「日本帝國主義」的說法。[17]
- 古川隆久在《昭和戰中期議會與行政》一書中提出了他的看法。在兩次國體明徵聲明中，日本政府宣稱「我國體在天孫降臨時根據降賜的御神敕昭示，統治萬世一系天皇國，寶祚的隆重天地無窮（第一次）」、「以政教及其他百般事項萬邦無比，我國體的本義爲基礎，需要顯揚其精髓（第二次）」。這不僅是為了抵制自由主義、社會主義，也是排除包括法西斯主義在內的外來政治體制。[18]
- 姜尚中認為：「戰前的日本不是法西斯主義，而是內部四分五裂的狀態。雖然表面上看起來是在天皇的統治下團結一致，但實際上，不同性質的部門間存在著明顯的分歧。也許這點和納粹德國有很大的不同。」[19]

### 其他的
- 歷史學家伊藤隆表示：「日本法西斯主義概念的流行很大程度上得益於東京審判的判決。」在那裡，被勝戰國認為第二次世界大戰是法西斯對民主主義的戰爭，被意識形態化並正當化。由於東京審判的理論與日本共產黨提出的「反戰、反法西斯主義」具有親近性，因此戰後成為學界主流的馬克思主義史學將戰前日本的體制定義為「法西斯主義」。[20]
- 政治學者山口定在評價丸山真男的「日本法西斯論」的同時，還提到了丸山真男的法西斯主義定義與第三國際的定義相同的批評。[21]

## 脚注
1. ↑  丸山眞男と歴史の見方 （页面存档备份，存于）(山口定、2000年3月、政策科学7-3)
2. ↑  戸ノ下達也、 長木誠司「総力戦と音楽文化　音と声の戦争」p142　青弓社、2008年10月
3. 1 2  ファッショか共産主義か 五来欣造 1933年
4. ↑  「天皇制と国家: 近代日本の立憲君主制」(増田知子、1999年、309p)
5. ↑  初出：『世界』1946年5月号。所収：『現代政治の思想と行動』(上)、未來社、1956年12月。
6. ↑  この定義、丸山眞男著『［新装版］現代政治の思想と行動』未来社 2006年 所収の同論文（11-28ページ）に書かれていませんでした。孫引の場合出典を変更してください。
7. ↑  丸山眞男と歴史の見方 （页面存档备份，存于）(山口定、2000年3月、政策科学7-3)
8. ↑  『万有百科大事典』第11巻、小学館、1973年、494頁
9. ↑  .   [2023-03-13]. （原始内容存档于2023-03-13）.
10. ↑  .   [2023-03-13]. （原始内容存档于2023-03-13）.
11. ↑  闇に葬られた事件
12. ↑  丸山眞男「日本ファシズムの思想と運動」（丸山眞男著 『［新装版］ 現代政治の思想と行動』 未来社 2006年 所収 32ページ）
13. ↑  三輪泰史『日本ファシズムと労働運動』校倉書房、1988年。
14. ↑  松浦勉「日本ファシズムの戦争教育体制と融和教育」日本教育学会『日本教育学会大会発表要旨集録』1991年8月28日参照。
15. ↑  「日本ファシズムとその時代」(須崎愼一、大月書店、1998年、382p)
16. ↑  Doak, Kevin. . Tansman, Alan  (编). . Durham: Duke University Press. 2009: 44. ISBN 0822344521. Careful attention to the history of the Special Higher Police, and particularly to their use by Prime Minister Tōjō Hideki against his enemies even further to his political right, reveals that extreme rightists, fascists, and practically anyone deemed to pose a threat to the Meiji constitutional order were at risk.
17. ↑  .   [2023年3月13日]. （原始内容存档于2023年3月13日）.
18. ↑  古川隆久『昭和戦中期の議会と行政』（吉川弘文館、2005年）
19. ↑  . AERA dot. (アエラドット). 20190927T113000+0900  [2019-09-27]. （原始内容存档于2023-03-13） （日语）.
20. ↑  大塚健洋『大川周明』
21. ↑  丸山眞男と歴史の見方 （页面存档备份，存于）(山口定、2000年3月、政策科学7-3)